# 岡山県道67号勝央勝北線

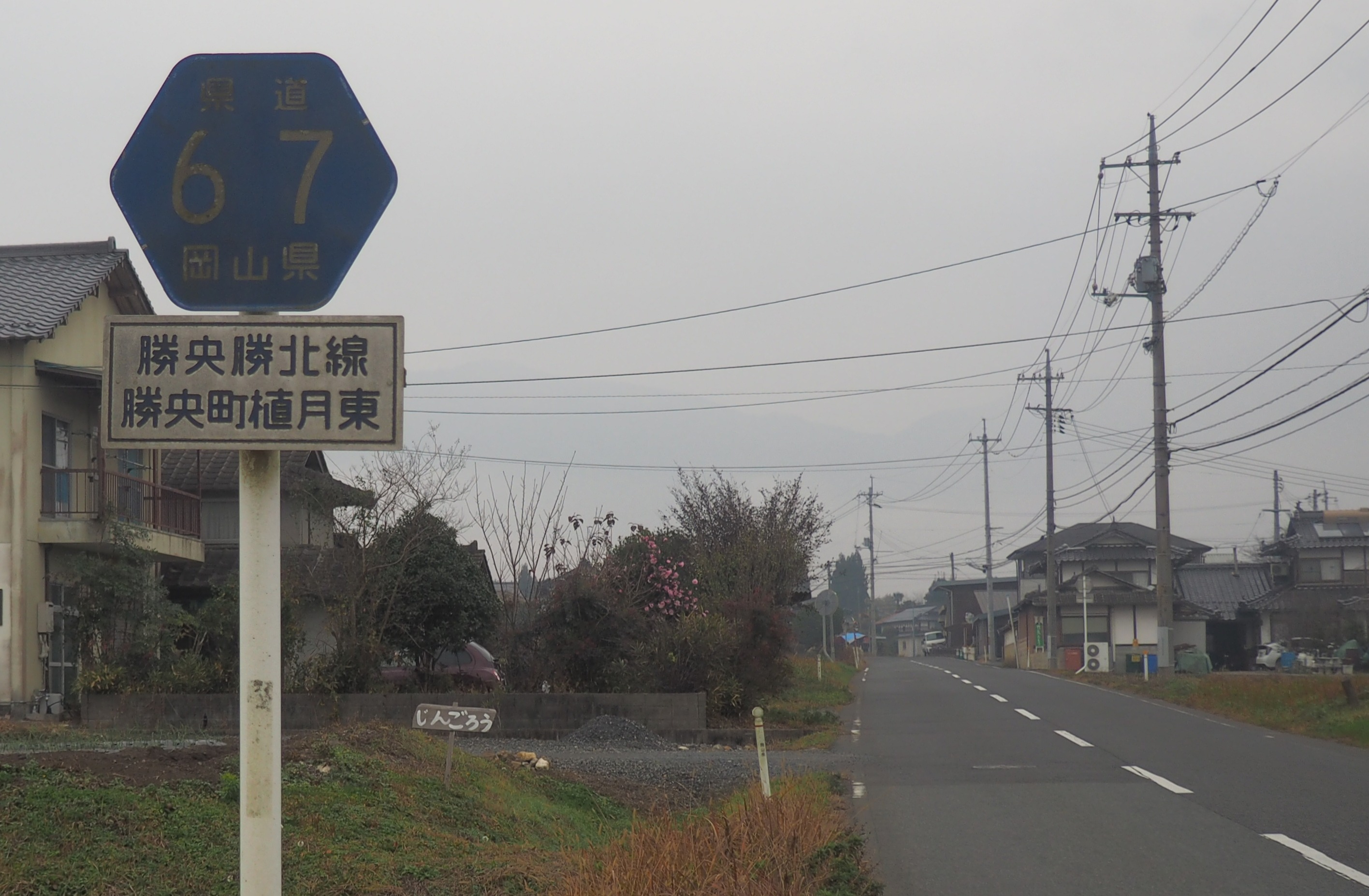
岡山県道67号勝央勝北線（勝央町植月東）

岡山県道67号勝央勝北線（おかやまけんどう67ごう しょうおうしょうぼくせん）は、岡山県勝田郡勝央町と津山市を結ぶ県道（主要地方道）である。

## 概要

### 路線データ
- 起点：岡山県勝田郡勝央町勝間田（勝間田交差点、国道179号・岡山県道209号勝間田停車場線・岡山県道361号畑沖勝間田線交点）
- 終点：岡山県津山市日本原（日本原交差点、国道53号・岡山県道450号三浦勝北線交点）

## 歴史
- 1993年（平成5年）5月11日 - 建設省から、県道勝央勝北線が勝央勝北線として主要地方道に指定される[1]。

## 地理

### 通過する自治体
- 勝田郡勝央町
- 津山市

### 交差する道路
- 国道179号〔国道374号重複〕・岡山県道209号勝間田停車場線・岡山県道361号畑沖勝間田線（勝田郡勝央町勝間田・勝間田交差点、起点）
- 岡山県道355号豊久田平線（勝田郡勝央町平）
- 国道429号（勝田郡勝央町植月中）
- 津山広域農道（勝田郡勝央町植月北）
- 国道53号・岡山県道450号三浦勝北線（津山市日本原・日本原交差点、終点）